# Pierre-Olivier Walzer
Pour les articles homonymes, voir Walzer.
Pierre-Olivier Walzer (ou Pierre Olivier Walzer) est un écrivain et éditeur suisse né le 4 janvier 1915 à Porrentruy (alors dans le canton de Berne, en Suisse) et décédé le 26 novembre 2000 à Berne.

## Biographie
Après des études de lettres à Lausanne et à Paris, il est professeur à l'École cantonale de Porrentruy dès la fin de la guerre puis, dès 1955, professeur de littérature française à l'Université de Berne. En 1949, sa thèse, consacrée au poète Paul-Jean Toulet, le révèle au monde littéraire. Nommé privat-docent à l'Université de Berne, il accède en 1955 à la chaire de littérature française qu'il occupe pendant 30 ans. Spécialiste de la période contemporaine, il marque une prédilection pour les poètes du renouveau, en particulier Paul-Jean Toulet, Stéphane Mallarmé et Paul Valéry.
En 1942, avec Jean Cuttat et Roger Schaffter, il est l’un des fondateurs des éditions des Portes de France. Il a également fondé et dirigé la collection Poche/Suisse. Il participe à la création de l'Institut jurassien des sciences, des lettres et des arts. Parallèlement à sa fonction de professeur, il travaille dès 1967 en tant que directeur de collection aux éditions de l'Âge d'Homme, à Lausanne. Il s'occupe notamment de faire publier les œuvres complètes de Charles-Albert Cingria et de Jules Laforgue.
Pierre-Olivier Walzer a éveillé des talents, notamment celui du poète jurassien Alexandre Voisard.
Quarto, la revue de la Bibliothèque nationale Suisse, lui a consacré un numéro d'hommage avec notamment des contributions d'amis poètes tels que Jacques Réda et Ferenc Rákóczy. Ses fonds d'archives se trouvent aux Archives littéraires suisses à Berne, à la Bibliothèque cantonale jurassienne et aux Archives cantonales jurassiennes à Porrentruy. 

## Distinction
Prix des Arts, des Lettres et des Sciences de la République et Canton du Jura en 1982.

## Œuvres
- De quelques héros : Henzi, Chenaux, Péquignat, Genève, Kundig, 1943
- P.-J. Toulet. L'œuvre, l'écrivain, Paris, Éditions des Portes de France, 1949
- Visage et vertus du poète jurassien Werner Renfer, Porrentruy, Éditions du Provincial, 1954
- Porrentruy et l'Ajoie, Neuchâtel, Éditions du Griffon, 1956.
- La Révolution des Sept (Lautréamont, Mallarmé, Rimbaud, Corbière, Cros, Nouveau, Laforgue), Neuchâtel, La Baconnière, 1970
- Dossier Germain Nouveau, textes rassemblés et présentés avec Jacques Lovichi, Neuchâtel, La Baconnière, 1970.
- Littérature française, Le XXe siècle 1/1896-1920, Paris, Éditions Arthaud, 1975.
- Vie des saints du Jura avec une prière pour chacun d'eux,  Réclère, Chez l'auteur, 1979. Repris en partie à L'Âge d'Homme dans la collection Poche Suisse.
- 28 août 1982, Porrentruy, Éditions du Pré-Carré, 1982.
- Paul-Jean Toulet: qui êtes-vous?, Lyon, La Manufacture, "Qui êtes-vous?", 1987.
- Approches I. Nouveau - Toulet - Colette - Cendrars - Apollinaire - Breton, Paris, Honoré Champion, 1993.
- Les poils du côté de la fenêtre : petit traité de discipline militaire, Genève, Éditions Zoé, 1994.
- Approches II. Mallarmé - Valéry, Paris, Honoré Champion, 1995.
- Humanités provinciales, Lausanne, Éditions L'Âge d'Homme, 1999.

Par ailleurs, P.O. Walzer s'est posé comme fidèle et admiratif critique, éditeur et biographe du splendide prosateur de la langue française que fut Charles-Albert Cingria. Sont ainsi parus, dans une série intitulée « Vies de Charles-Albert Cingria » (éditions L'Âge d'Homme), les trois volumes suivants (d'autres étant alors annoncés) :
- Le sabordage de la voile latine (revue dont le jeune Cingria fut le collaborateur et cofondateur),
- Les prisons de Charles-Albert (court emprisonnement en Italie mussoliniène pour une affaire de mœurs, d'où grande rupture avec Cendrars qui le traita publiquement de "pédéraste"),
- L'Âme antique (biographie).

### Éditions
- Lautréamont - Germain Nouveau, Œuvres complètes, Paris, Gallimard, coll. « Bibliothèque de la Pléiade », 1970
- Cros - Corbière, Œuvres complètes, avec la participation de Francis F. Burch pour Corbière, Paris, Gallimard, coll. « Bibliothèque de la Pléiade », 1970
- Laforgue, Œuvres complètes (en collaboration), 3 tomes, Lausanne, Éditions L'Âge d'Homme, 1986-1995

### Entretien
- Pierre-Olivier Walzer : le paladin des lettres, entretien avec Jean-Louis Kuffer, Lausanne, 1999